# Langeais
Langeais – miejscowość i gmina we Francji, w Regionie Centralnym, w departamencie Indre i Loara. W 2013 roku populacja gminy wynosiła 4299 mieszkańców. 
1 stycznia 2017 roku połączono dwie wcześniejsze gminy: Langeais oraz Les Essards. Siedzibą nowej gminy została miejscowość Langeais, a gmina przyjęła jej nazwę. 
W Langeais znajduje się jeden z zamków nad Loarą, którego najstarsze części pochodzą z początków XI wieku.

## Galeria

Langeais
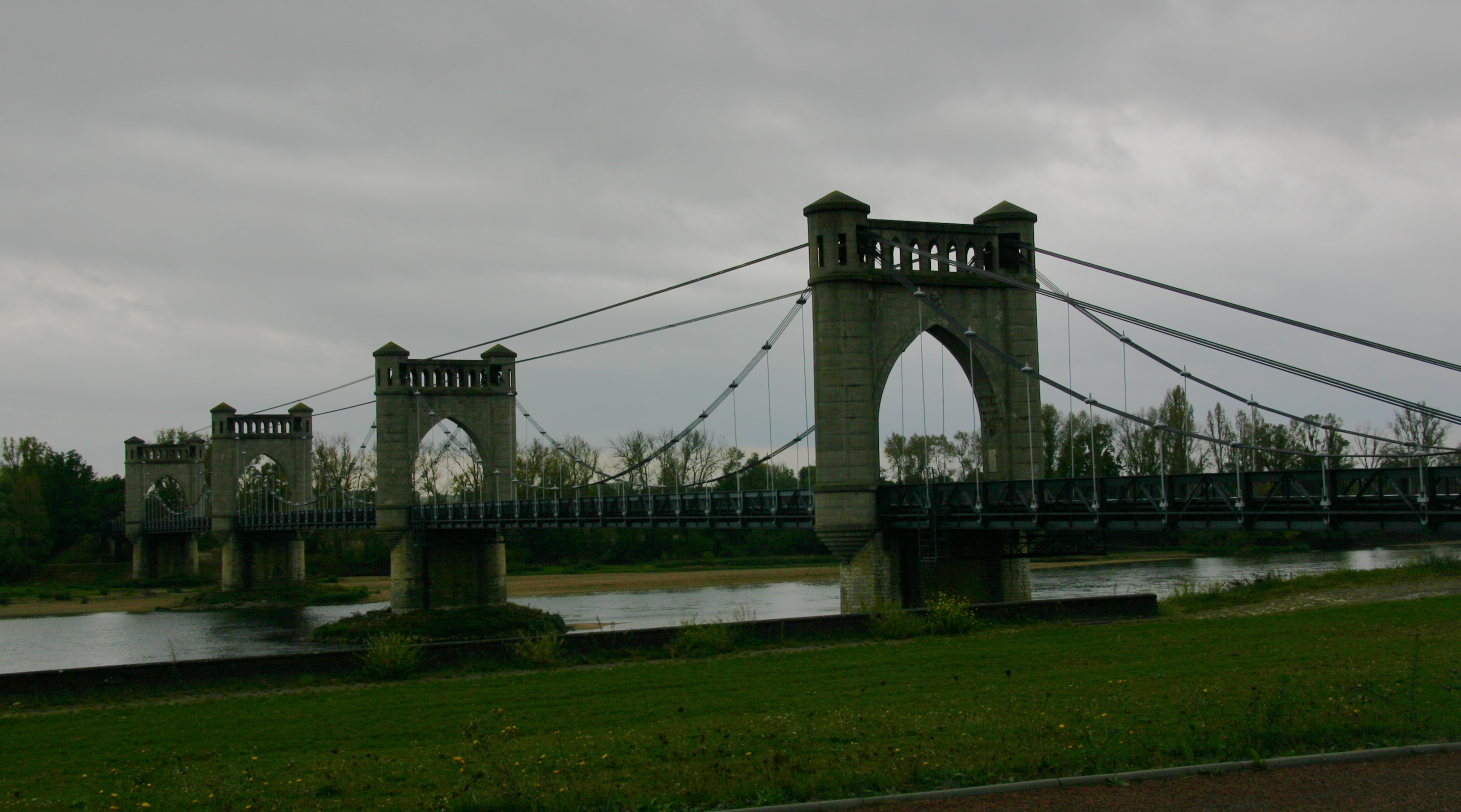
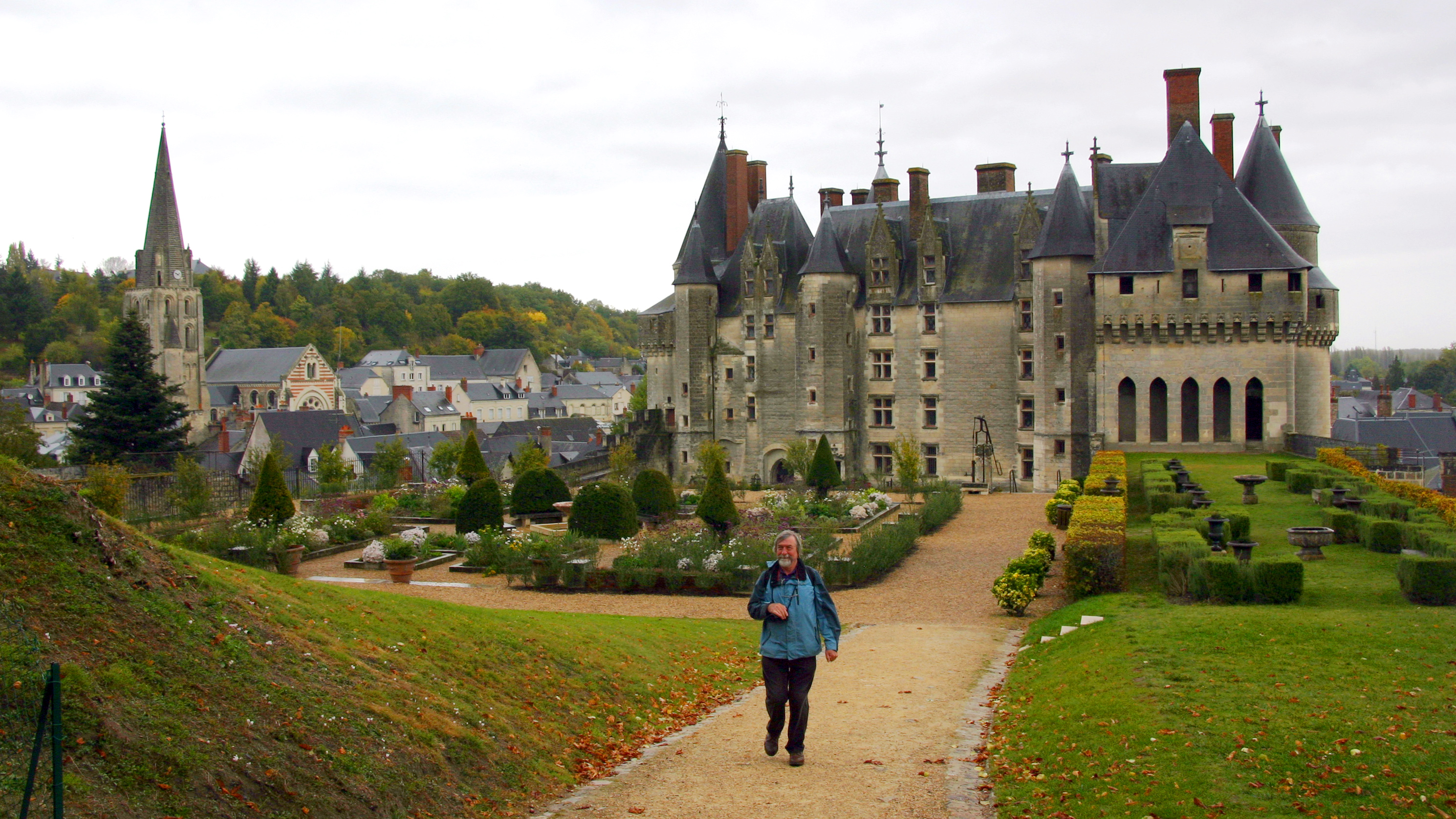
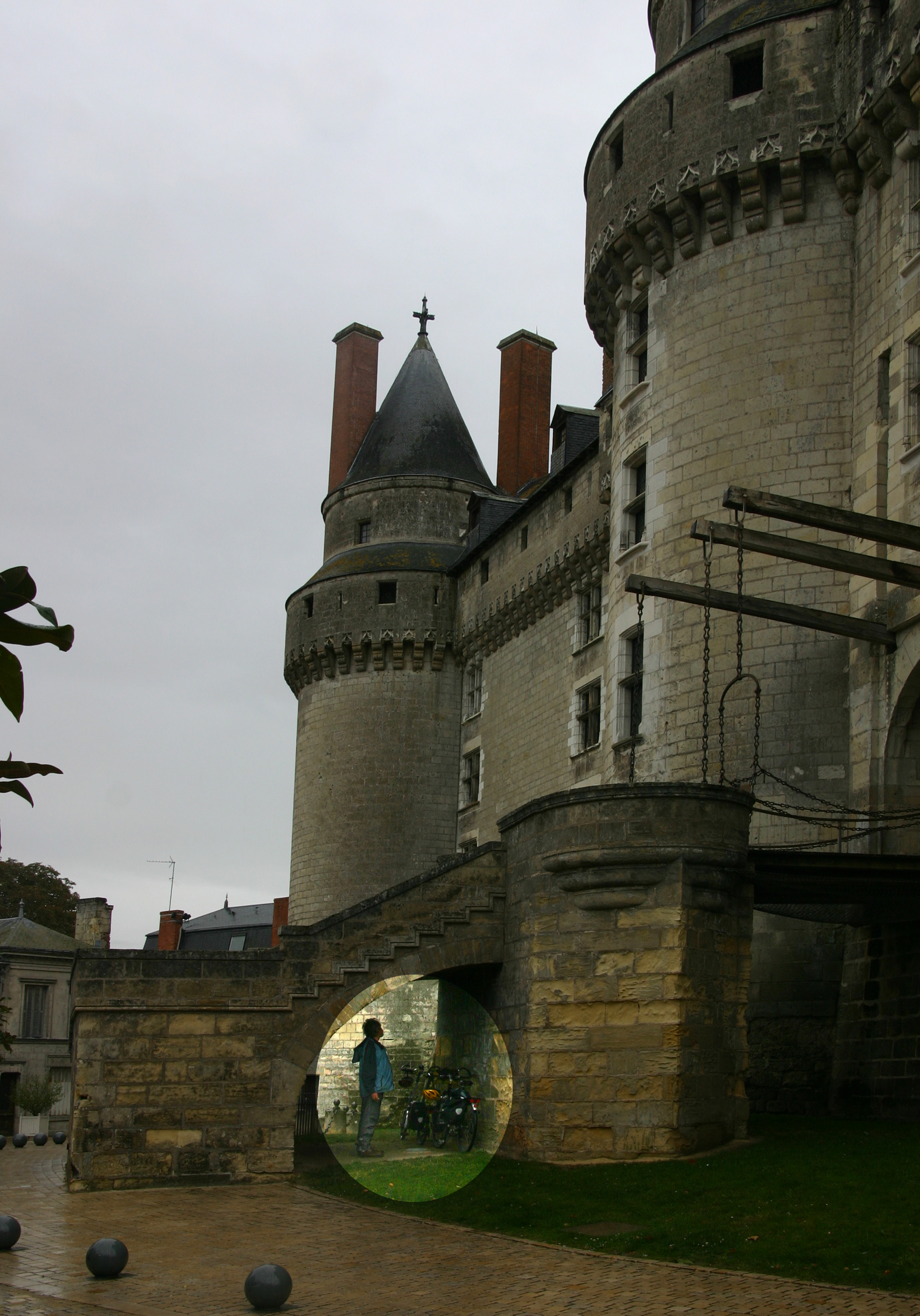
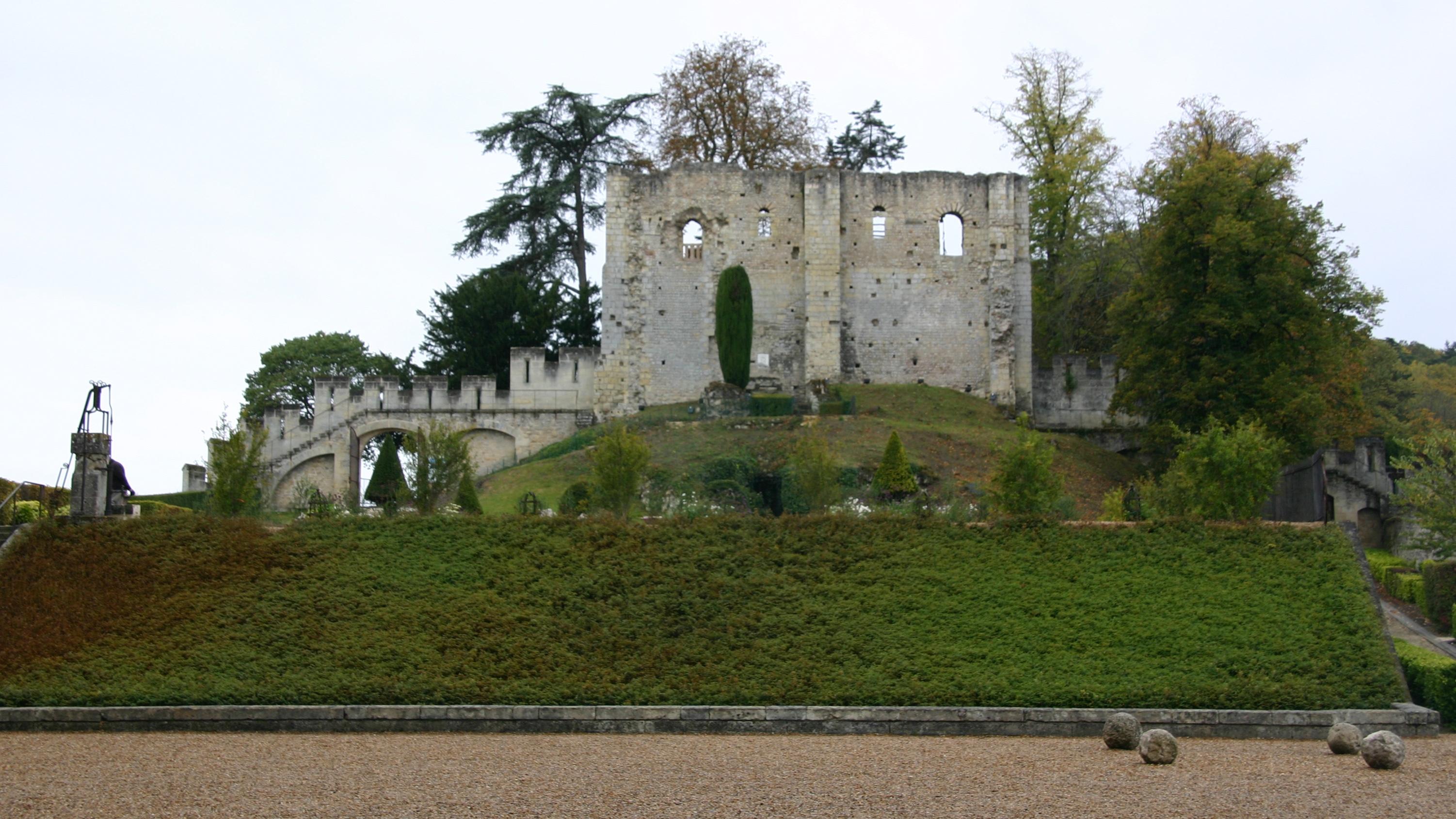
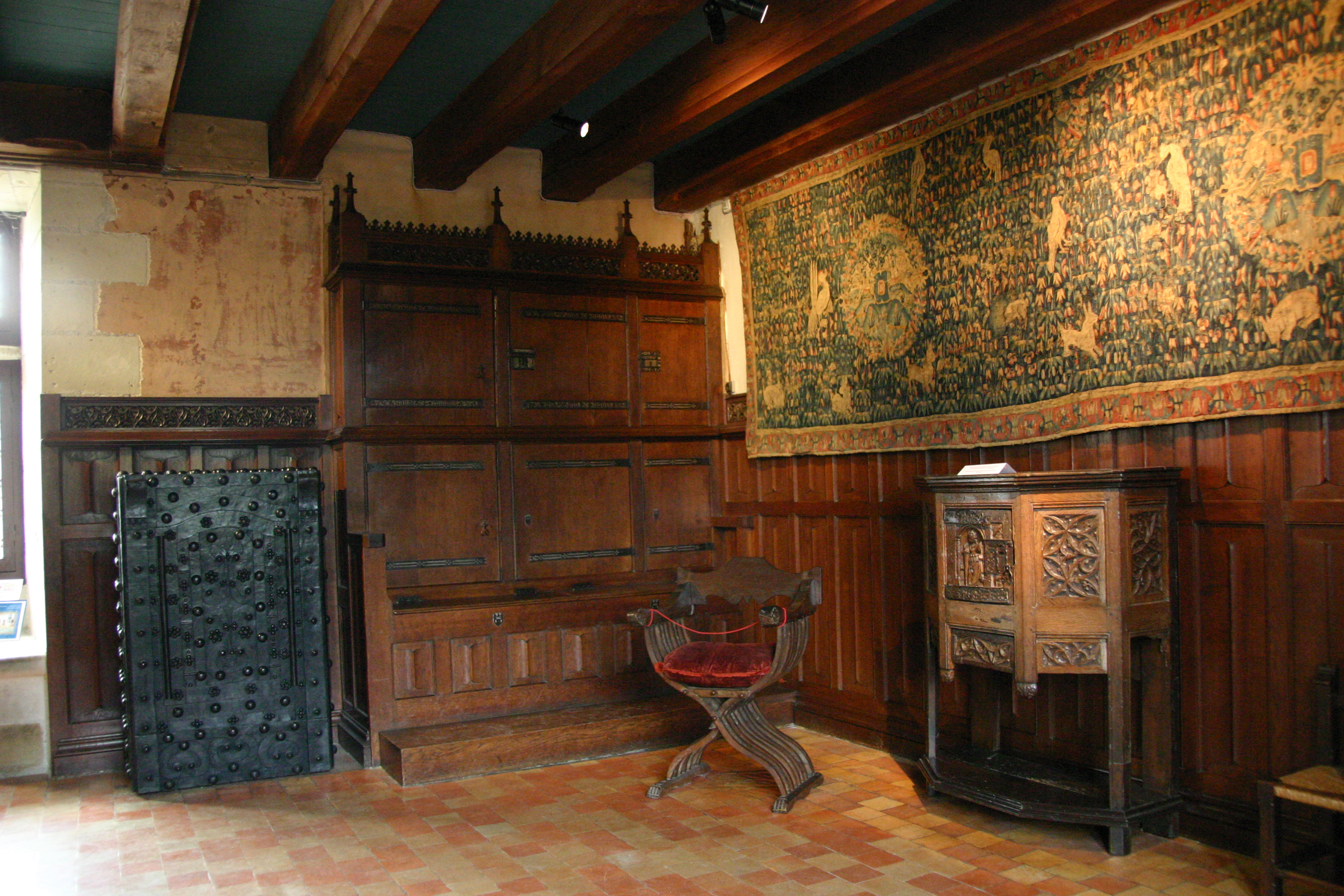
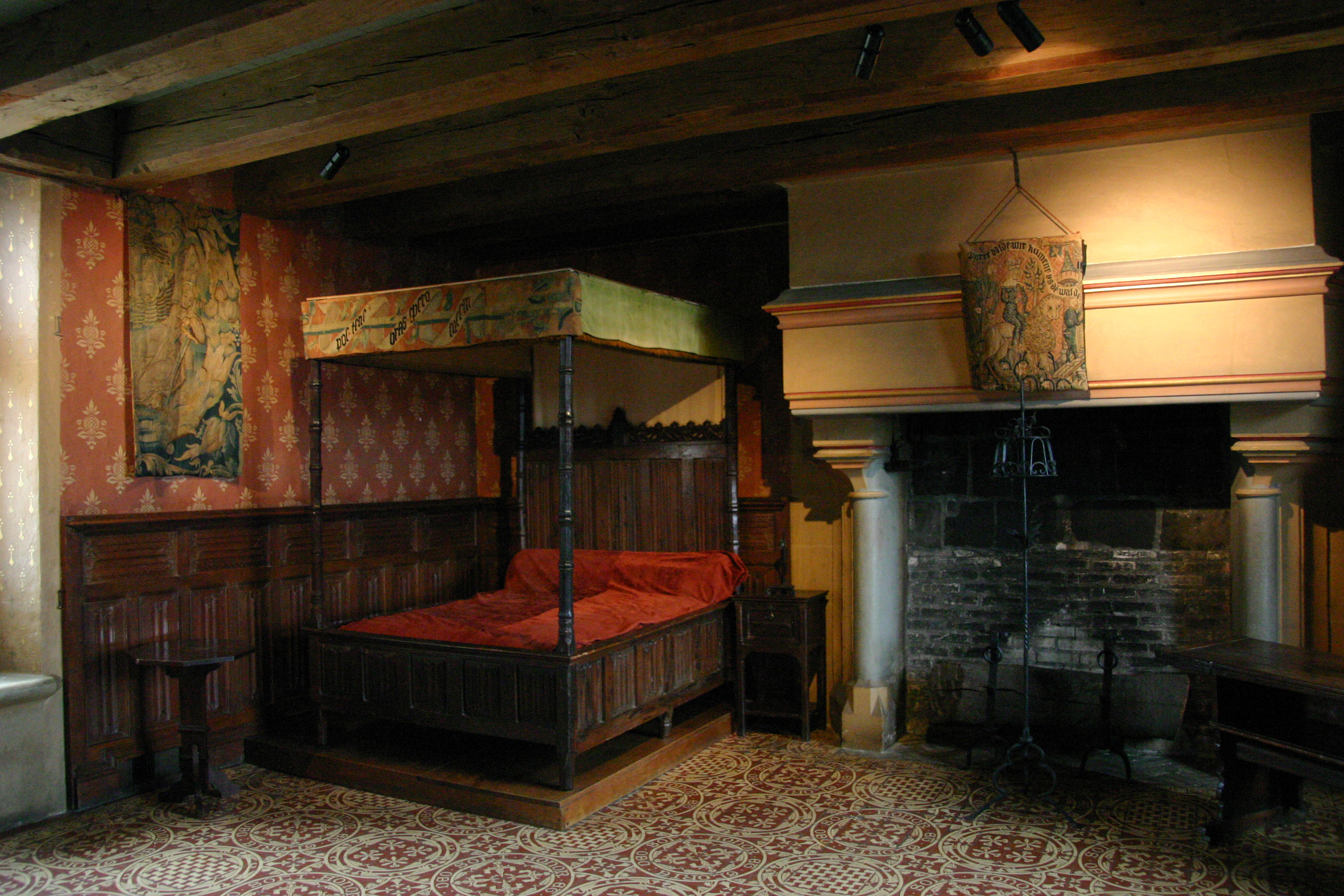
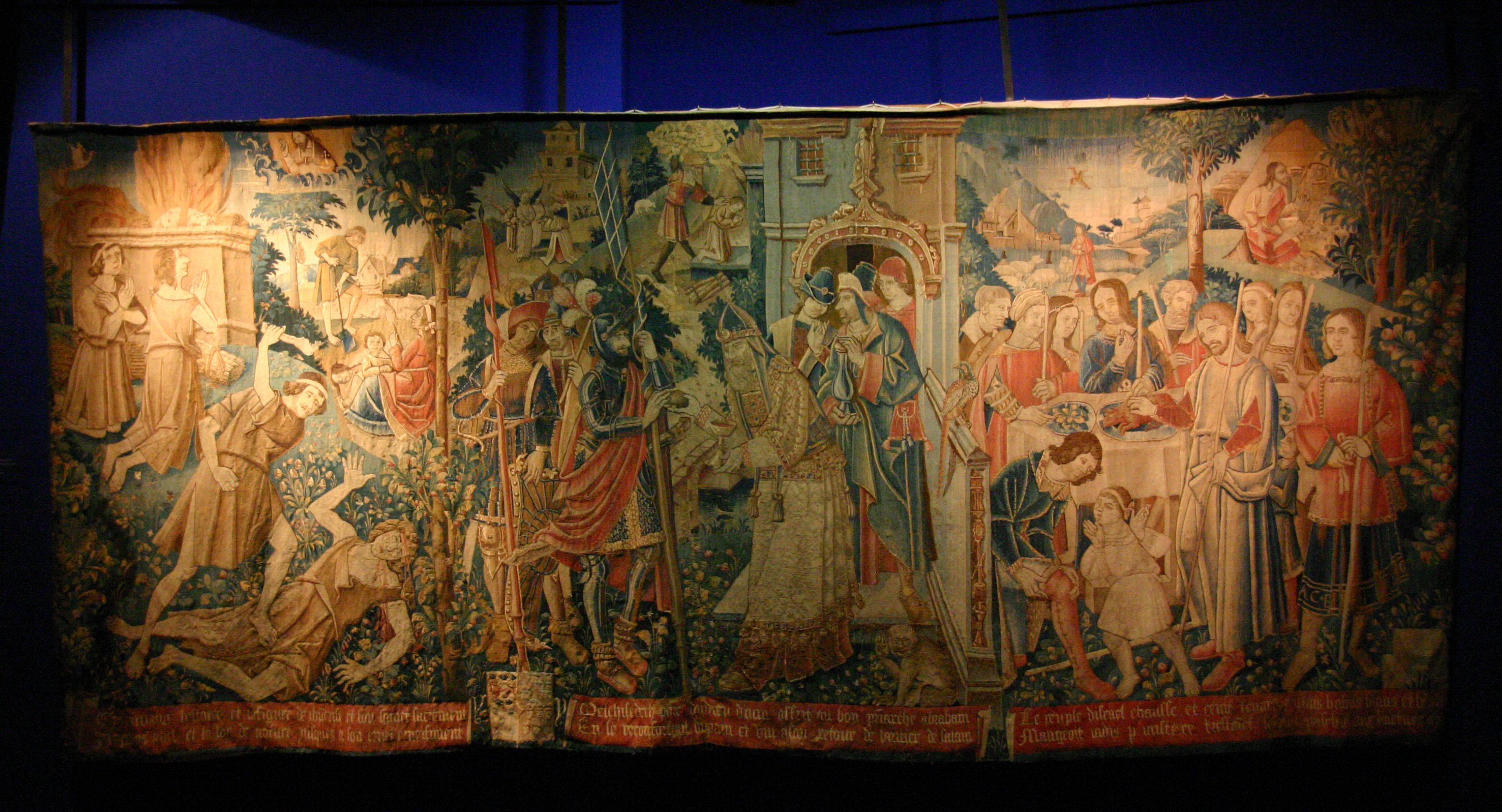